# Gare de Juslenville

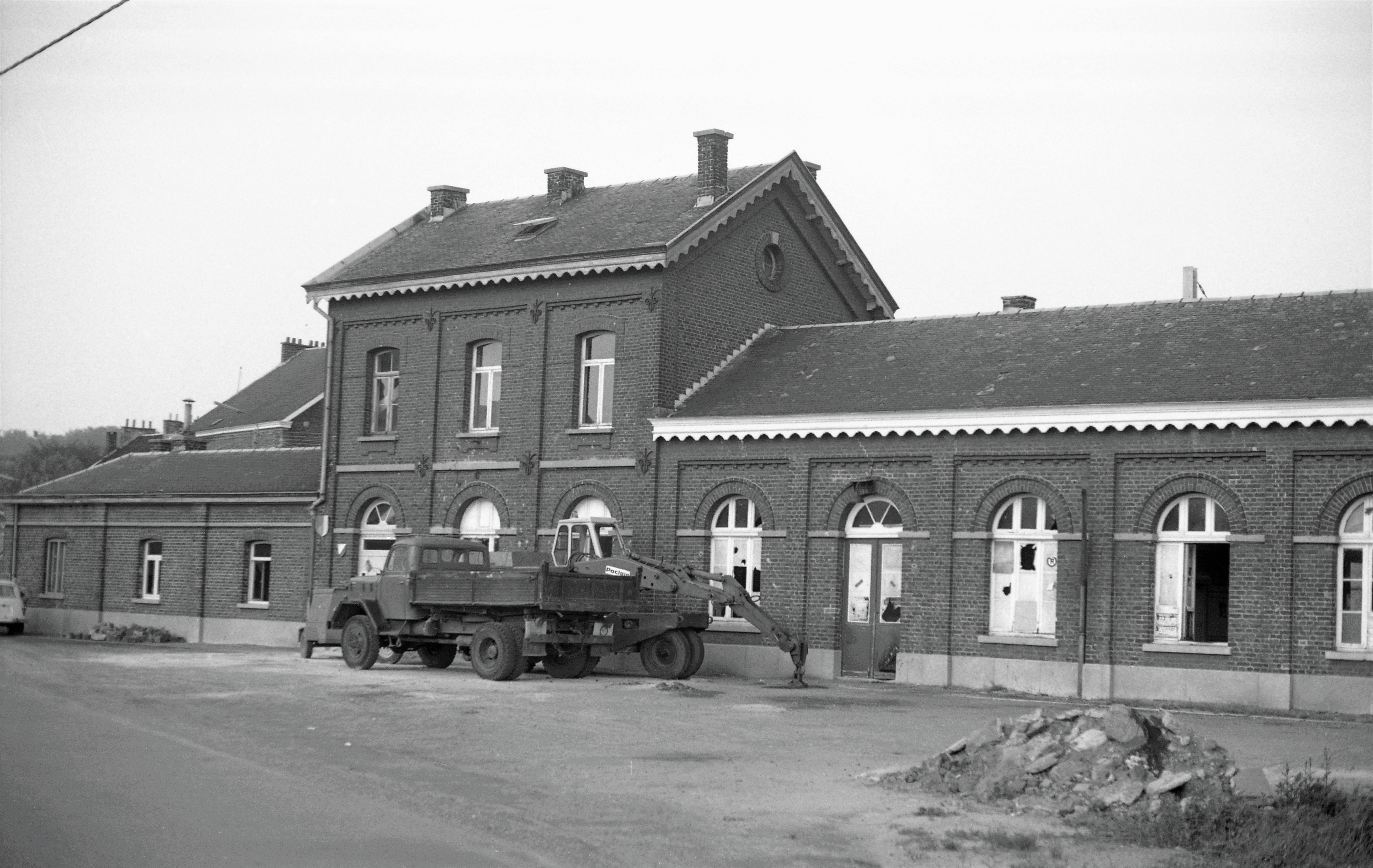
La gare de Juslenville le 3 août 1977, prête à être démolie.

La gare de Juslenville est une gare ferroviaire de la 44, Pepinster à Stavelot, située au village de Juslenville sur le territoire de la commune de Theux, en Région wallonne, dans la province de Liège.
C'est une halte ferroviaire de la Société nationale des chemins de fer belges (SNCB) desservie par des trains omnibus (L) et d'Heure de pointe (P).

## Situation ferroviaire
Établie à 158 mètres d'altitude, la gare de Juslenville est située au point kilométrique (PK) 0,70 de la ligne 44 de Pepinster à Stavelot, aujourd'hui de Pepinster à Spa-Géronstère, entre les gares ouvertes de Pepinster-Cité et de Theux.

## Histoire
L'arrêt de Juslenville est mis en service le 24 octobre 1854 par la Compagnie du chemin de fer de Pepinster à Spa lors de l'inauguration de la section de Pepinster à Theux.
Le plan parcellaire dressé au plus tard en 1879 mentionne un bâtiment de gare de taille comparable à celui de la gare de Theux.
Il s'agit d'une simple halte qui accède au statut de gare le 1er septembre 1873. En 1895 débutent les travaux de la nouvelle gare. Un bâtiment de plan type 1881 y est construit. Parmi les clients de la cour à marchandises se trouvent les fours à chaux, un lavoir de laine et une fabrique de pièces en béton.

Juslenville est depuis redevenu une halte et son bâtiment, inutilisé à partir de 1970 a été démoli en 1977 à l'exception d'un petit local de l'aile de service à toit plat, utilisé pour la signalisation. Ce vestige ainsi que l'ancienne clôture métallique du jardin du chef de gare sont encore présents en 2024.

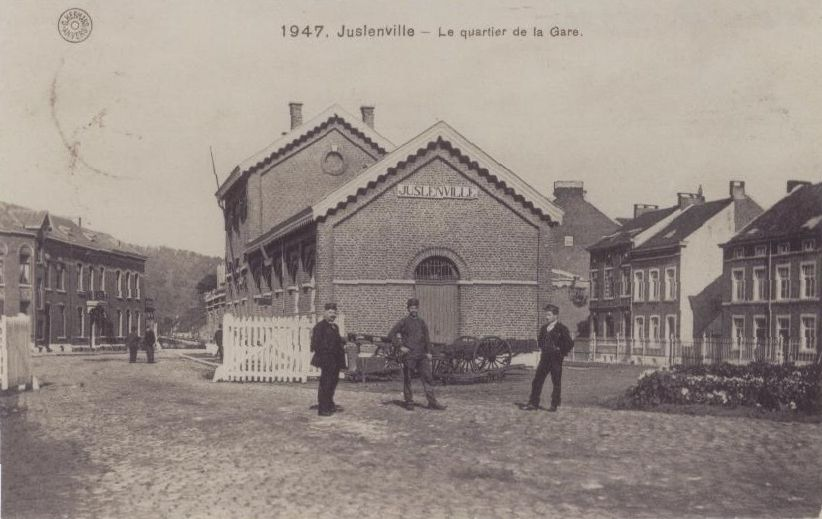
Le bâtiment voyageurs vers 1900.

## Service des voyageurs

### Accueil
Halte SNCB, c'est un point d'arrêt non géré (PANG) à entrée libre.

### Desserte
Juslenville est desservie par des trains Omnibus (L) et d’Heure de pointe (P) de la SNCB circulant sur la ligne commerciale 37.
En semaine comme les week-ends, la gare possède une desserte cadencée à l’heure : des trains L reliant Spa-Géronstère à Verviers Central. En semaine, un parcours aller-retour de trains L est prolongé jusque Welkenraedt (le matin et l'après-midi) et un train supplémentaire d’heure de pointe (P) relie Spa-Geronstère à Verviers-Central le matin.

### Intermodalité
Un parking pour les véhicules y est aménagé.

## Comptage voyageurs
Le graphique et le tableau montrent le nombre de passagers qui en moyenne embarquent durant la semaine, le samedi et le dimanche.
| Nombre de voyageurs qui embarquent à la gare de Jussenville | Nombre de voyageurs qui embarquent à la gare de Jussenville | Nombre de voyageurs qui embarquent à la gare de Jussenville | Nombre de voyageurs qui embarquent à la gare de Jussenville |
|                                                             | Semaine                                                     | Samedi                                                      | Dimanche                                                    |
| ----------------------------------------------------------- | ----------------------------------------------------------- | ----------------------------------------------------------- | ----------------------------------------------------------- |
| 1977                                                        | 168                                                         | 48                                                          | 54                                                          |
| 1978                                                        | 189                                                         | 47                                                          | 38                                                          |
| 1979                                                        | 194                                                         | 80                                                          | 53                                                          |
| 1980                                                        | 206                                                         | 82                                                          | 48                                                          |
| 1981                                                        | 154                                                         | 64                                                          | 54                                                          |
| 1982                                                        | 199                                                         | 46                                                          | 46                                                          |
| 1983                                                        | 179                                                         | 69                                                          | 42                                                          |
| 1984                                                        | 204                                                         | 51                                                          | 54                                                          |
| 1985                                                        | 209                                                         | 52                                                          | 55                                                          |
| 1986                                                        | 182                                                         | 57                                                          | 31                                                          |
| 1987                                                        | 200                                                         | 55                                                          | 38                                                          |
| 1988                                                        | 271                                                         | 60                                                          | 42                                                          |
| 1989                                                        | 196                                                         | 66                                                          | 45                                                          |
| 1990                                                        | 160                                                         | 69                                                          | 45                                                          |
| 1991                                                        | 206                                                         | 59                                                          | 43                                                          |
| 1992                                                        | 163                                                         | 58                                                          | 45                                                          |
| 1993                                                        | 161                                                         | 69                                                          | 62                                                          |
| 1994                                                        | 164                                                         | 75                                                          | 60                                                          |
| 1995                                                        | 147                                                         | 72                                                          | 77                                                          |
| 1996                                                        | 157                                                         | 75                                                          | 39                                                          |
| 1997                                                        | 159                                                         | 106                                                         | 41                                                          |
| 1998                                                        | 148                                                         | 86                                                          | 30                                                          |
| 1999                                                        | 121                                                         | 73                                                          | 38                                                          |
| 2000                                                        | 130                                                         | 29                                                          | 31                                                          |
| 2001                                                        | 128                                                         | 40                                                          | 32                                                          |
| 2002                                                        | 115                                                         | 50                                                          | 90                                                          |
| 2003                                                        | 113                                                         | 45                                                          | 40                                                          |
| 2004                                                        | 128                                                         | 61                                                          | 52                                                          |
| 2005                                                        | 152                                                         | 90                                                          | 44                                                          |
| 2006                                                        | 142                                                         | 46                                                          | 34                                                          |
| 2007                                                        | 149                                                         | 58                                                          | 40                                                          |
| 2008                                                        | -                                                           | -                                                           | -                                                           |
| 2009                                                        | 140                                                         | 48                                                          | 43                                                          |
| 2010                                                        | -                                                           | -                                                           | -                                                           |
| 2011                                                        | -                                                           | -                                                           | -                                                           |
| 2012                                                        | 112                                                         | 41                                                          | 26                                                          |
| 2013                                                        | 127                                                         | 35                                                          | 36                                                          |
| 2014                                                        | 143                                                         | 69                                                          | 54                                                          |
| 2015                                                        | 95                                                          | 35                                                          | 50                                                          |
| 2016                                                        | 104                                                         | 44                                                          | 45                                                          |
| 2017                                                        | 79                                                          | 29                                                          | 30                                                          |
| 2018                                                        | 87                                                          | 51                                                          | 48                                                          |
| 2019                                                        | 119                                                         | 37                                                          | 35                                                          |
| 2020                                                        | 94                                                          | 42                                                          | 39                                                          |
| 2021                                                        | -                                                           | -                                                           | -                                                           |
| 2022                                                        | 123                                                         | 40                                                          | 44                                                          |
| 2023                                                        | 82                                                          | 42                                                          | 36                                                          |
| 2024                                                        | 103                                                         | 48                                                          | 41                                                          |